# Cercospora astragali
Cercospora astragali är en svampart som beskrevs av Woron. 1927. Cercospora astragali ingår i släktet Cercospora och familjen Mycosphaerellaceae.   Inga underarter finns listade i Catalogue of Life.